# 极洞站
極洞站（韓語：극동역）是朝鮮民主主義人民共和國咸鏡北道化城郡極洞勞動者區的一個鐵路車站，属于平罗线。

## 邻近车站
平羅線
三鄉站 - 極洞站 - 造幕山站